# كالينبيرغير فورست - فيست
بَلْدَة كَالِينبِيرغٌيِر فُورِست - ڤِيست (بالأَلمانِيَّة: Gemeindefreies Callenberger Forst - West) هي بَلدَة أَلمانِيَّة حُرَّة في مِنطَقَة كُوبُورَغٌ التَّابِعة لِمُحافظة فرانكُونيا العُليا في وِلاَية باڤارِيا في جُمهُوريَّة أَلمَانيَا الاِتّحاديّة، بمِساحة تُقَدَّر بحَوالَي 2 كم2.

## مَراجع
1. 1 2   https://www.destatis.de/DE/Themen/Laender-Regionen/Regionales/Gemeindeverzeichnis/Administrativ/Archiv/GVAuszugQ/AuszugGV1QAktuell.xlsx?__blob=publicationFile. {{استشهاد ويب}}: |url= بحاجة لعنوان (مساعدة) والوسيط |title= غير موجود أو فارغ (من ويكي بيانات) (مساعدة)
2. ↑  {{نسخ:webbref|url=https://www.destatis.de/DE/Themen/Laender-Regionen/Regionales/Gemeindeverzeichnis/Administrativ/Archiv/GVAuszugQ/AuszugGV1QAktuell.xlsx?__blob=publicationFile%7Ctitel=Alle politisch selbständigen Gemeinden mit ausgewählten Merkmalen am 31.03.2020|utgivare=Statistisches Bundesamt|hämtdatum=|år=2020|format=Excel}}